# Nodosariopsis
Nodosariopsis es un género de foraminífero bentónico considerado un sinónimo posterior de Amphicoryna de la subfamilia Marginulininae, de la familia Vaginulinidae, de la superfamilia Nodosarioidea, del suborden Lagenina y del orden Lagenida. Su especie tipo era Nodosaria perforata. Su rango cronoestratigráfico abarcaba el Holoceno.

## Discusión
Algunas clasificaciones incluyen Nodosariopsis en la Familia Marginulinidae.

## Clasificación
Nodosariopsis incluía a las siguientes especies:
- Nodosariopsis bradii, aceptado como Amphicoryna bradii
- Nodosariopsis fair
- Nodosariopsis perforata